# Costanza di Antiochia (nobile)
Costanza di Antiochia (1270 circa – Verona, 7 marzo 1304) è stata una nobile italiana, signora consorte di Verona.

Stemma degli Hohenstaufen.

Detta "Antiochetta", era figlia di Corrado di Antiochia, che a sua volta era nipote dell'imperatore Federico II.

## Discendenza
Il 30 settembre 1291 si unì in matrimonio con Bartolomeo I della Scala, signore di Verona ed ebbero un figlio:
- Francesco (?-1332).

Alla morte di Costanza, Bartolomeo si risposò con Onesta dei conti di Savoia, senza prole.